# OUT〜妻たちの犯罪〜
『OUT〜妻たちの犯罪〜』（アウト つまたちのはんざい）は、1999年10月12日から12月21日まで、フジテレビ系で放送されたテレビドラマ。桐野夏生の小説『OUT』を原作とする。放送時間は、毎週火曜21:00-21:54（JST）

## あらすじ
深夜の弁当工場でパート勤務をしている主婦、雅子は、ろくに会話もない冷え切った家庭に嫌気がさしていた。仲のよいパート仲間たちも、それぞれの家庭に問題を抱えており、彼女たちや、とあることで知り合った女刑事、則子との他愛もないおしゃべりだけが楽しみの毎日を送っている。
ある日雅子は、パート仲間の弥生から、ギャンブルに狂い、暴力を繰り返す夫を殺してしまったと相談を受け、同じくパート仲間のヨシエ、邦子と共に死体を解体し、遺棄したことから、凶悪犯罪に巻き込まれていく。

## キャスト
香取雅子（40） - 田中美佐子
東京都多摩地区で、夫と一人息子と共に暮らす主婦。数年前までは信用金庫に勤めるキャリアウーマンだったが、優秀すぎて周囲から煙たがられた末、退職に追いやられた。既に家庭崩壊に陥っており、夫や息子との関係は険悪になっている。現在は深夜の弁当工場でパート勤務をしており、仲間内ではリーダー的存在。
井口則子（30） - 飯島直子
武蔵大和警察署の刑事。雅子の息子、伸樹が逮捕された際に取調べを担当したことが縁で雅子と親しくなる。少年課から念願の刑事課へ異動となったが、男社会の警察組織で、同僚たちから辛く当たられる。伸樹のことを現在も気にかけている。
吾妻ヨシエ（48） - 渡辺えり子
雅子の同僚。夫に先立たれ、都内の借家で寝たきりの姑と、高校生の娘の三人で暮らしている。明るく豪快な性格だが、経済的に困窮しており、生活保護を受けている。雅子とは本音を打ち明け合えるよき友人。年長者で快活な性格のため仲間からは「師匠」と呼ばれる。
山本弥生（26） - 原沙知絵
雅子の同僚。夫と息子がいる。若くて美人だが夫はギャンブル依存症になっており、ことあるごとに暴力を受け冷え切った夫婦生活を送っている。そんな生活に耐えかね、ついに夫を絞殺してしまい雅子に泣きつく。楽観的な性格で不用意な言動をとりがち。周囲からは「山ちゃん」と呼ばれる。
城之内邦子（29） - 高田聖子
雅子の同僚。非常に軽い性格のため、仲間内での信用はほとんどなくたびたび事件の足を引っ張る。外車で通勤し、ブランドのバッグや洋服を次々と購入するなど、一見羽振りが良さそうに見えるが実際は団地暮らしで闇金で多額の借金をしており、やはり金に困っている。男と同棲しているが籍は入れていない。
十文字彬（34） - 哀川翔
邦子が借金をしている闇金業者。雅子たちが死体を解体、遺棄していることを知り、警察に秘密にする代わりに、雅子たちのもとへ次々と死体を運び込んでは解体させ、金を渡している。
上原刑事（26） - なすび
則子の異動先の同僚刑事。周囲の男の刑事たちが辛く当たる中、唯一則子に優しく接する。実は上司に命じられ、則子の動きを監視していた。則子が刑事課に配属されたのは男女雇用機会均等法により、体裁を繕うために女性を一人配属させただけであり則子の配属は「お飾り」だと言い放っている。
柳沢課長（54） - 平泉成
武蔵大和警察署刑事課長。少年課から異動してきた則子に辛く当たる。署内で横行している押収品横流しの黒幕であり、則子に罪をかぶせ、揉み消そうとする。
安娜(あんな)（20） - 小田エリカ
光義が経営するバカラクラブの従業員兼愛人。片言の日本語でしゃべり、光義を「オニイチャン」と呼ぶ。弥生の夫である健司からストーカー被害を受けている。
山本健司（34） - 逸見太郎
弥生の夫。サラリーマンであったが、光義のバカラクラブの常連客で、家の貯金を使い果たすほど熱中し、弥生への暴力を繰り返す。ついには妻に殺害され、バラバラにされてしまう。
曽我（50） - 笹野高史
十文字が懇意にしている暴力団幹部。十文字から雅子の息子、伸樹を紹介され、ある仕事を依頼する。
吾妻千代子（75） - 冨士眞奈美
ヨシエの姑。かつては嫁であるヨシエに辛く当たっており、寝たきりとなり、ヨシエの介助なしには生きていけない状況に陥っても、相変わらず憎まれ口を叩く。
吾妻美紀（17） - 岡本綾
ヨシエの次女。高校2年生。家計が苦しいため、アルバイトをしている。短大への進学を希望しているが、経済的理由から母に反対されており、貧しい家庭にうんざりしている。
香取伸樹（18） - 石川伸一郎
雅子の一人息子。1年前に大麻所持の現行犯で逮捕され、高校を退学。現在はアルバイト生活をしている。事件以降両親とはほとんど口を利いていないが、親身になってくれた則子には心を開く。
吾妻和恵（24） - 逸見愛　
ヨシエの長女。男と駆け落ちしていたが、突然子供（長男）を連れ帰宅する。ヨシエが死体解体の報酬を得たことを察知してその金を持ち逃げするが、そのことがヨシエを更に追い詰めることとなる。
山本貴志（5） - 泉澤祐希
弥生と健司の息子。
真山努（30） - 細川茂樹
則子の恋人で、サラリーマン。則子の栄転を喜ぶが、実は結婚を考えており、本心では、警察を辞めて欲しいと思っている。
宮森カズオ（26） - 伊藤英明
雅子の弁当工場に勤める日系ブラジル人。雅子と言葉を交わすことはほとんどないが、密かに思いを寄せている。ヨシエや邦子からは「ブラジルさん」と呼ばれる。
香取良樹（44） - 段田安則
雅子の夫。最近リストラに遭ったが、雅子には言えないでいる。無口で口下手な性格であり、本当は妻を愛しているのだが、うまく愛情表現ができず、すれ違いがちになり、夫婦仲が冷えてしまう。
佐竹光義（45） - 柄本明
バカラクラブ経営者。健司を殺した疑いをかけられ、取調べを受ける。釈放後、真犯人である雅子たちを追い詰めていく。殺人の前科があり、その時殺したのは、雅子によく似た女だった。猟奇的性格の持ち主。

## 主題歌
- 主題歌：福山雅治 「HEAVEN」
- テーマソング：松田聖子 「哀しみのボート」

## スタッフ
- 原作：桐野夏生
- 脚本：前川洋一
- 演出：星田良子、平野眞
- プロデューサー：川上一夫 石坂理江子
- 音楽：溝口肇

## 放送日程
| 第1話                                                      | 1999年10月12日 | 出口 | 星田良子 | 16.1% |
| 第2話                                                      | 1999年10月19日 | 解放 | 平野眞   | 12.5% |
| 第3話                                                      | 1999年10月26日 | 亀裂 | 星田良子 | 12.6% |
| 第4話                                                      | 1999年11月02日 | 発覚 | 星田良子 | 11.3% |
| 第5話                                                      | 1999年11月09日 | 逮捕 | 平野眞   | 11.8% |
| 第6話                                                      | 1999年11月16日 | 始動 | 平野眞   | 12.6% |
| 第7話                                                      | 1999年11月23日 | 外圧 | 星田良子 | 11.4% |
| 第8話                                                      | 1999年11月30日 | 死亡 | 星田良子 |       |
| 第9話                                                      | 1999年12月07日 | 崩壊 | 平野眞   | 12.8% |
| 第10話                                                     | 1999年12月14日 | 終焉 | 星田良子 | 13.0% |
| 最終話                                                     | 1999年12月21日 | 自由 | 星田良子 | 13.8% |
| 平均視聴率 12.8%（視聴率は関東地区・ビデオリサーチ社調べ） |                |      |          |       |